# Provinciaal Hof

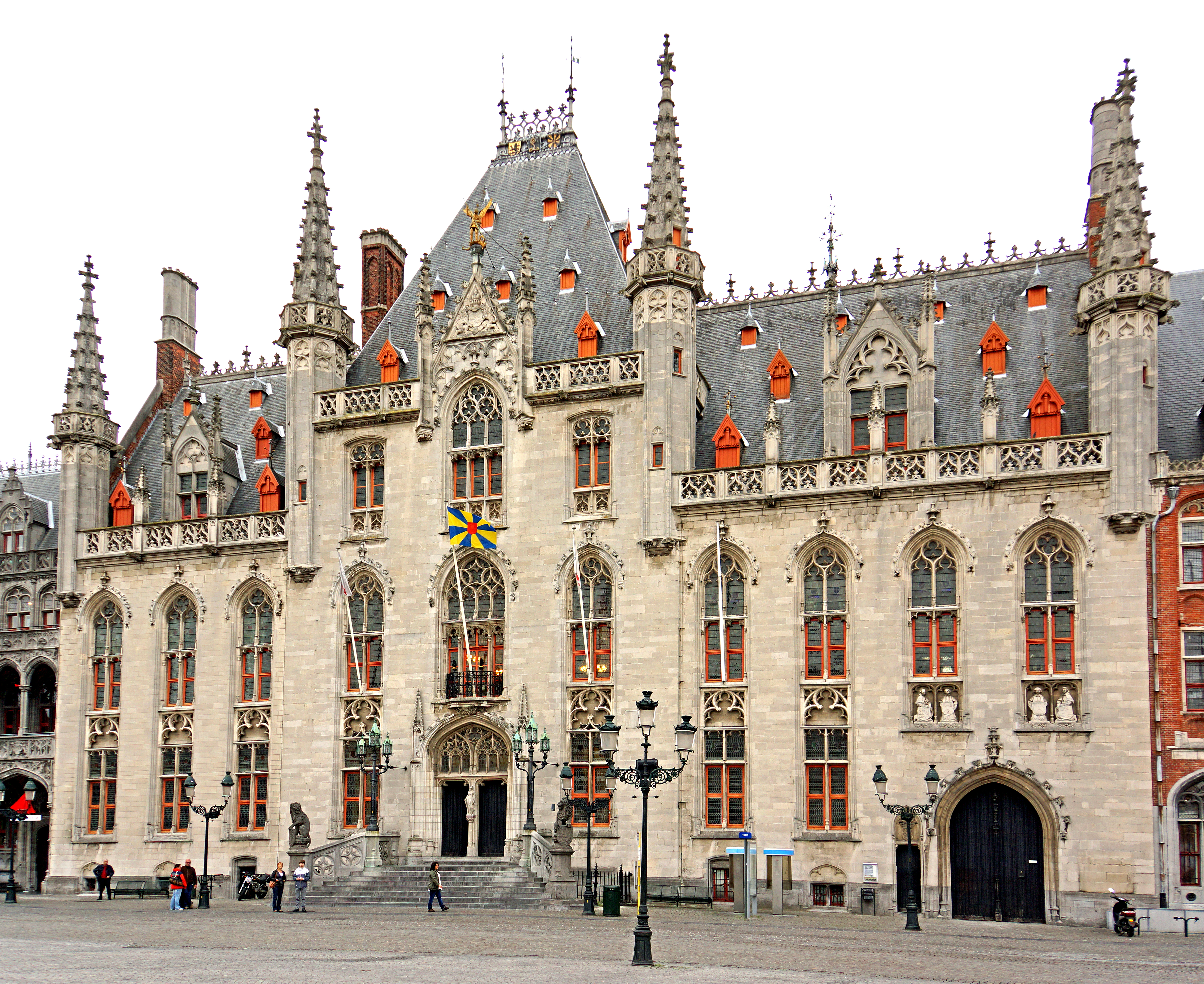
Voorgevel op de Markt van Brugge

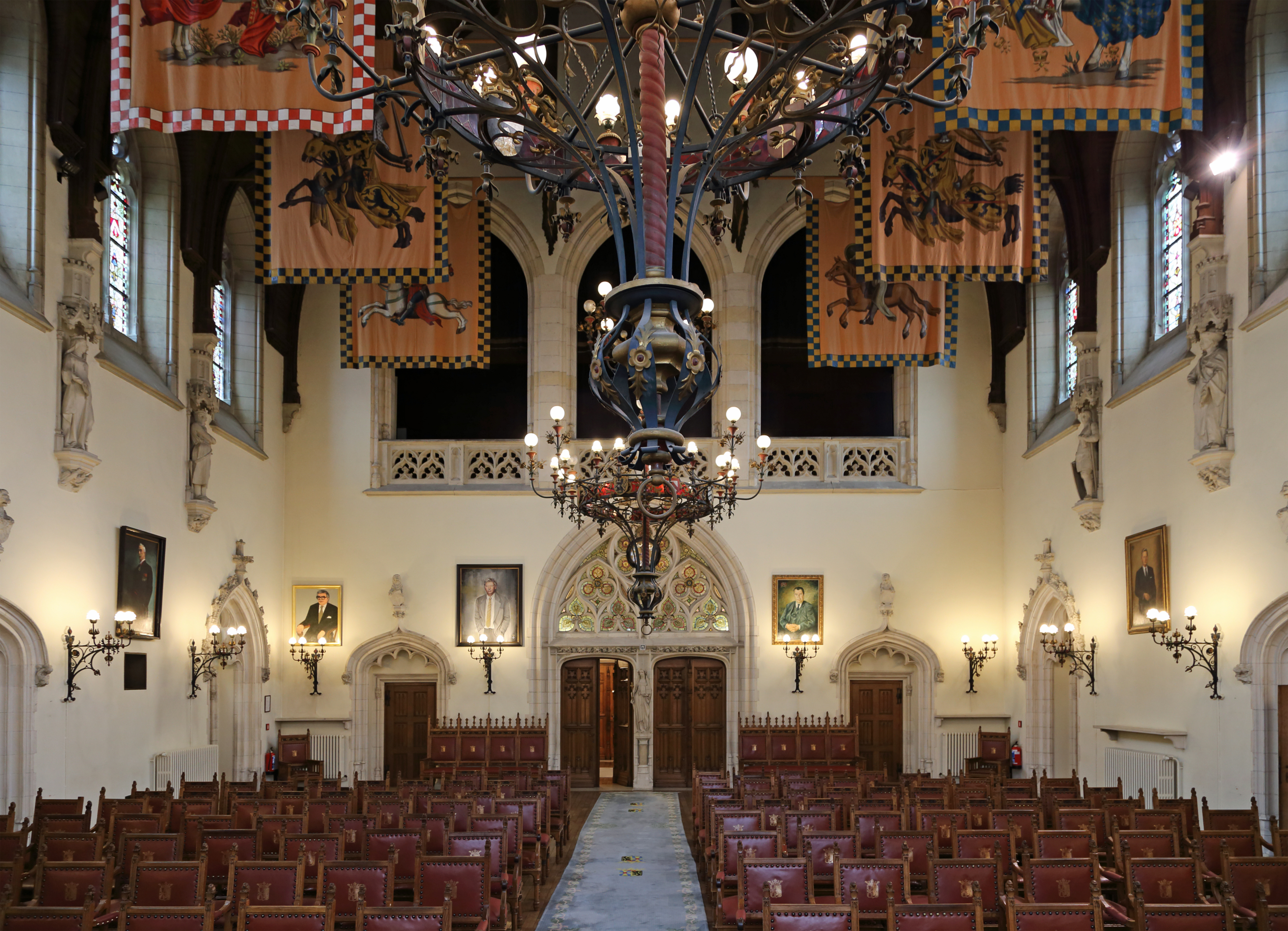
Provincieraadszaal

Het Provinciaal Hof is een neogotisch gebouw op de Grote Markt van Brugge. Het is de voormalige zetel van het provinciebestuur van West-Vlaanderen. 

## Geschiedenis
Het gebouw bevindt zich op de plek waar in 1294 de Waterhalle was opgetrokken, een imposant havengebouw. De Waterhalle werd in 1787 afgebroken omdat ze niet meer bereikbaar was voor de schepen. De neoklassieke opvolger werd vanaf 1850 deels gebruikt door het provinciebestuur, tot hij in 1878 afbrandde. Daarop werd een wedstrijd uitgeschreven voor een gebouw waar de provincie en de post onderdak moesten krijgen. Het neogotische ontwerp van de architecten Louis Delacenserie en René Buyck werd geselecteerd. De werken gingen van start in 1887. Het postkantoor opende in 1891 en het Provinciaal Hof in 1892. De laatste delen van het gebouw werden in 1920 afgewerkt.
Sinds het vertrek van de provincieraad naar Provinciehuis Boeverbos in 1999 wordt het Provinciaal Hof vooral gebruikt voor plechtigheden en tentoonstellingen.
Het Hof is eigendom van de federale overheid. Het is sinds 2002 beschermd als monument.
In 2020 startten restauratiewerkzaamheden aan het Provinciaal Hof. Deze zullen drie jaar duren en moeten het gebouw duurzamer en toegankelijker maken en van het Provinciaal Hof een toeristisch informatiepunt voor West-Vlaanderen maken.

## Decoratie
In de Provincieraadszaal staan tien vorstenbeelden van Hendrik Pickery. De muren zijn beschilderd met portretten van bekende West-Vlamingen. De rest van het gebouw is versierd met meer beelden van Hendrik Pickery en zijn zoon Gustaaf Pickery, brandglasramen van Jules Dobbelaere en lusters van Edward De Vooght. In de collectie schilderijen is werk van Joos de Momper, Jan Van de Putte, Jan Baptist van Meunincxhove, naast romantische schilderijen.